# Geografia Republicii Panama

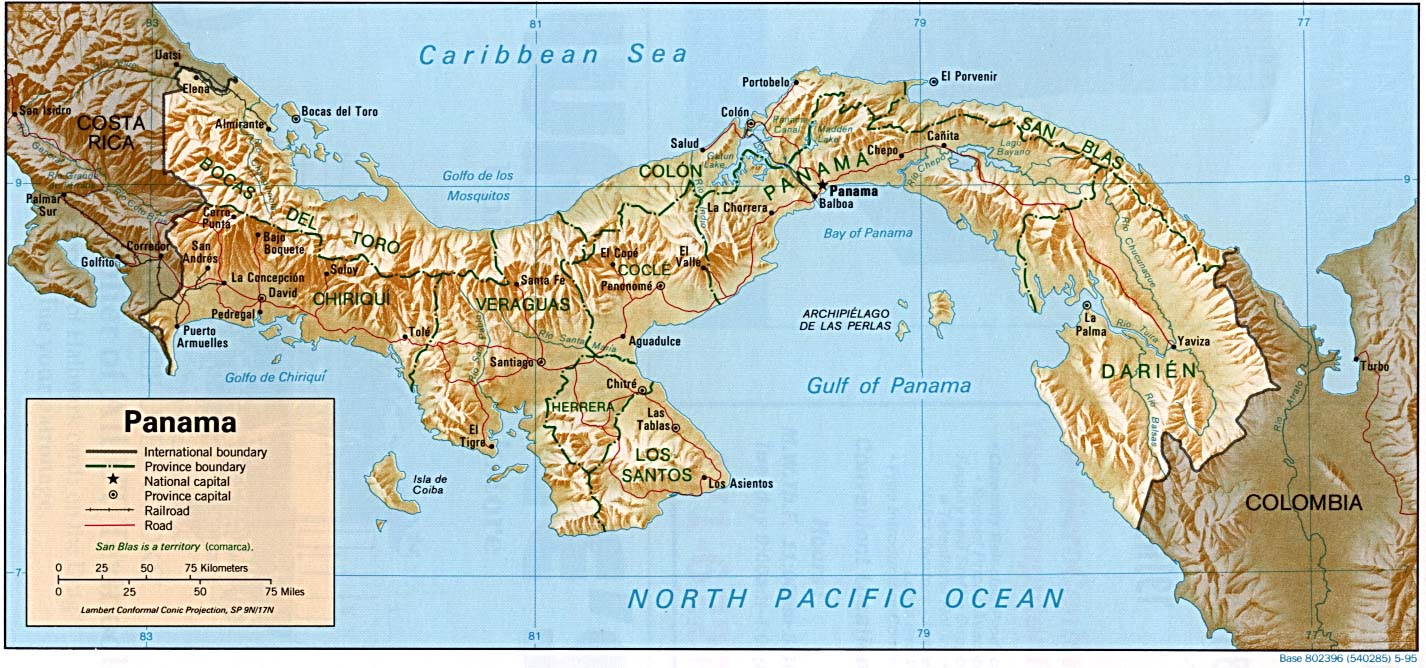
Harta topografică a Panamei

Panama este un stat din America Centrală, situat pe partea cea mai îngustă a istmului ce unește cele două Americi. Se învecinează la nord-vest cu Costa Rica, la nord cu Marea Caraibilor, la est cu Columbia, iar la sud cu Oceanul Pacific. 
Statul Panama are o formă alungită, pe direcția est-vest, atingând lățimea maximă, aproape 200 km, în dreptul Peninsulei Azuero și cea minimă, 87 km, în zona canalului Panama. Pe aceeași direcție se desfășoară un lanț muntos, cu altitudini reduse, dominat însă de culmi vulcanice. Restul țării este alcătuit din dealuri înalte și depresiuni axate pe râuri. Țărmurile sunt crestate, cu multe locuri ideale pentru porturi și însoțite de numeroase insule.
Cel mai înalt vârf a Republicii Panama este vulcanul Barú în vestul țării în provincia Chiriquí cu o altitudine de 3.475 m.